# Miseczniaki

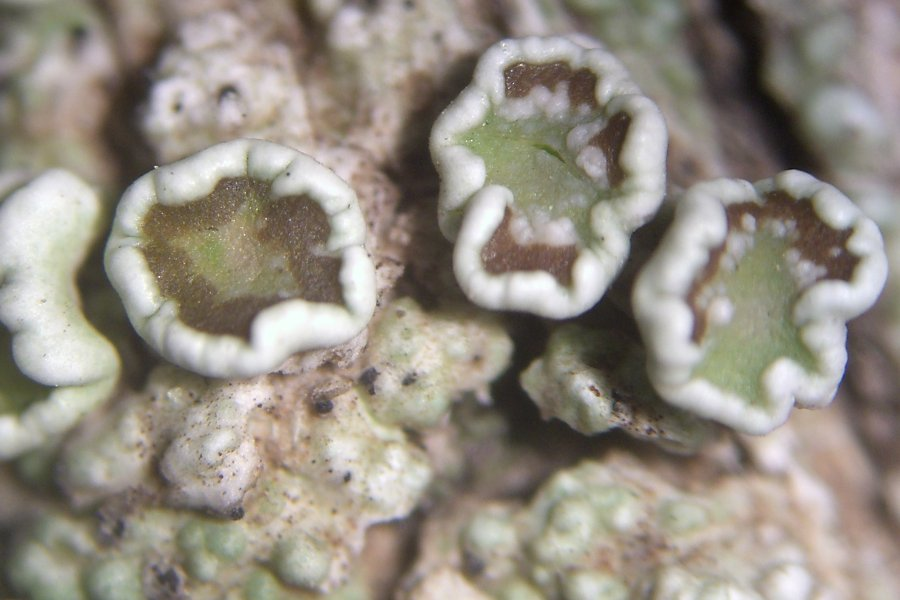
Owocniki Lecanora subfusca

Miseczniaki (Lecanoromycetes O.E. Erikss. & Winka) – klasa workowców (Ascomycota), której typem nomenklatorycznym jest misecznica (Lecanora).

## Systematyka
Klasę miseczniaków utworzyli Ove Eriksson i Katarina Winka w artykule Supraordinal taxa of Ascomycota, opublikowanym w „Myconet” z 1997.

Lecanoromycetes cl. nov. O.E. Erikss. & Winka
- Holotypus: Lecanorales Nannf.
- Ascomata: apothecia. Hamathecium: paraphyses vel pseudoparaphyses. Asci normaliter bitunicati, in IKI plerumque caerulescenti; endotunica normaliter apicaliter incrassata.
- Characteres moleculares (SSU rRNA): 23/23-1 638c:a. 23' 971-:u. 2' 1139a:c. 45/46 1479c:a (exc. c in Peltigerales). 46 1501a:g (exc. a in Peltigerales). 49 1673c:u.

Według aktualizowanej klasyfikacji Index Fungorum bazującej na Dictionary of the Fungi do klasy Lecanoromycetes należą:
- podklasa Acarosporomycetidae Reeb et al. 2004
  - rząd Acarosporales Reeb et al. 2004
- podklasa Cryptocaliciomycetidae M. Prieto, Etayo & Olariaga 2021
  - rząd Cryptocaliciales M. Prieto, Etayo & Olariaga 2021
- podklasa Lecanoromycetidae Miądl. et al. 2007
  - rząd Caliciales Bessey 1907
  - rząd Gyalectales Henssen ex D. Hawksw. & O.E. Erikss. 1986
  - rząd Lecanorales Nannf. (1932) – misecznicowce
  - rząd Lecideales Vain. 1934
  - rząd Peltigerales Walt. Watson 1929
  - rząd Rhizocarpales Miądl. et al. 2007
  - rząd Teloschistales D. Hawksw. & O.E. Erikss. 1986
  - rząd incertae sedis
    - rodzina Helocarpaceae Hafellner 1984
    - rodzina Leprocaulaceae Lendemer & B.P. Hodk. 2013
- podklasa Ostropomycetidae Reeb et al. 2004
  - rząd Arctomiales S. Stenroos, Miądl. & Lutzoni 2014
  - rząd Baeomycetales Lumbsch et al. 2007
  - rząd Graphidales Bessey 1907
  - rząd Hymeneliales S. Stenroos, Miądl. & Lutzoni 2014
  - rząd Ostropales Nannf. 1932
  - rząd Pertusariales D. Hawksw. & O.E. Erikss. 1986
  - rząd Schaereriales Lumbsch & Leavitt 2018
  - rząd incertae sedis
    - rodzina Sarrameanaceae Hafellner 1984
    - rodzina incertae sedis
- podklasa Umbilicariomycetidae Bendiksby, Hestmark & Timdal 2013
  - rząd Umbilicariales J.C. Wei & Q.M.[3]
- podklasa incertae sedis
  - rząd incertae sedis
    - rodzina Arthrorhaphidaceae Poelt & Hafellner 1976
    - rodzina incertae sedis